# Paul Tyler
Paul Archer Tyler (né le 29 octobre 1941) est un homme politique libéral démocrate du Royaume-Uni. Il est député de février à octobre 1974 et de 1992 à 2005, et siège maintenant à la Chambre des lords comme pair à vie.

## Éducation et carrière
Il fait ses études à la Sherborne School et au Exeter College d'Oxford .
Il travaille au Royal Institute of British Architects (1966-1973) et à SHELTER (1975-1976). Il est directeur général du groupe de journaux locaux Cornwall Courier, 1976-1981, contributeur fréquent à un large éventail de médias et présentateur de la série «Discovery» de BBC South West TV en 1978. Il est consultant senior, responsable des missions politiques et publiques à Good Relations 1982–92 (pour, entre autres, la Commission Campagne, Commission de l'Année Européenne de l'Environnement et du Développement Rural).

## Carrière politique
En 1964, Tyler est élu le plus jeune conseiller du comté de Grande-Bretagne et réélu en 1967. Il est vice-président du comité du parc national de Dartmoor et membre de l'autorité de police du Devon &amp; Cornouailles.
Sa première candidature parlementaire est à Totnes aux élections générales de 1966, et il arrive troisième.
Aux élections générales de 1970, Tyler se présente comme candidat libéral dans la circonscription de Bodmin, pour le siège occupé par le député libéral sortant Peter Bessell. Cependant, il perd contre le candidat conservateur Robert Hicks.
Aux élections générales de février 1974, Tyler bat Hicks par une majorité de seulement neuf voix . Aux élections d'octobre de cette année-là, Tyler augmente son score, mais pas suffisamment pour résister au swing, et Hicks regagne le siège avec une majorité de 665 voix . Tyler se présente à nouveau aux élections générales de 1979, mais Hicks est réélu avec une large majorité.
Il se présente à l'élection partielle de Beaconsfield de 1982, augmentant le vote de l'Alliance et poussant le candidat travailliste (Tony Blair) à la troisième place. Tyler ne se présente pas aux élections générales de 1983 et 1987, mais est l'organisateur de la campagne de David Steel en 1983 et est par la suite élu président du Parti libéral de 1983 à 1986. Il est nommé Commandeur de l'Ordre de l'Empire britannique (CBE) lors des anniversaires de 1985. En plus de son poste de conseiller de campagne pour Steel, il est membre de l'Alliance Planning Group 1986–87 et de l'équipe de campagne dirigée par John Pardoe aux élections générales de 1987.
Il est candidat libéral démocrate pour La Cornouailles et Plymouth aux élections du Parlement européen de 1989. Il obtient 68 559 voix - le plus haut vote libéral ou libéral démocrate à l'époque et le meilleur résultat de tout le Royaume-Uni.
Après une absence de 18 ans, il est réélu au Parlement aux élections générales de 1992, comme député libéral-démocrate de North Cornwall, battant le conservateur sortant Gerry Neale, qui avait battu John Pardoe en 1979. Il est membre du Cabinet fantôme des libéraux démocrates jusqu'à sa retraite de la Chambre des communes aux élections générales de mai 2005. Dan Rogerson est choisi par les démocrates libéraux locaux pour lui succéder et conserve le siège avec une majorité de 3176 voix.

## Carrière aux Communes
Tyler est nommé porte-parole libéral démocrate sur les affaires rurales, l'agriculture et les transports après son élection en 1992. En 1994/95, il pilote également un examen de la politique des transports. Il remporte le prix du parlementaire de l'année Country Life pour sa contestation persistante et efficace des ministres de l'Agriculture pendant la crise de l'ESB.
Après les élections de 1997, il est élu whip en chef par le Parti parlementaire libéral démocrate nouvellement élargi. Il siège au comité spécial de modernisation et dirige les efforts des libéraux démocrates pour rendre les Communes plus efficaces. Alors que l'épidémie de fièvre aphteuse dévastait les zones d'élevage, le chef du parti Charles Kennedy nomme Tyler pour coordonner la réponse et travailler avec les organisations agricoles et autres, afin de rechercher une action gouvernementale plus efficace.
Après les élections de 2001, il est nommé pour suivre Robin Cook, chef de la Chambre des communes, avec une responsabilité particulière pour la réforme du Parlement. Il dirige pour le parti à la fois la modernisation des Communes et la réforme des Lords pour créer une deuxième Chambre démocratique et représentative.

## Pairie
Le 15 juin 2005, il est créé baron Tyler, de Linkinhorne, en Cornouailles. Il est nommé lieutenant adjoint de Cornouailles en février 2006. En mars 2014, il est admis au Conseil privé .
Tyler préside le groupe politique «Meilleure gouvernance» des libéraux démocrates 2006–07 et pilote son rapport Pour le peuple, par le peuple, par le biais de la Conférence des démocrates libéraux de septembre 2007. Son projet de loi de renouvellement constitutionnel est présenté à la Chambre des lords en 2009.
Il est coprésident du Comité du Parti parlementaire libéral démocrate sur la réforme constitutionnelle et politique. Il a co-écrit une brochure intitulée Lords Reform - A Guide for MPs avec d'autres parlementaires pro-réforme, avant que le projet de loi ne reçoive une large majorité en deuxième lecture à la Chambre des communes.